# Centre de Formation de football de Mounana
Il Centre de formation de Mounana, noto anche come CF Mounana è una società calcistica del Gabonese con sede a Mounana.

## Storia
Fondato nel 2006 il club milita nella massima serie calcistica gabonese.
Nella stagione 2011/2012 la squadra ha festeggiando il suo primo storico titolo.
Il club disputa le gare interne allo Stade Idriss Ngari di Owendo, con una capacità di circa 5000 spettatori.

## Rosa attuale
| N. |                  | Ruolo | Calciatore       |
| -- | ---------------- | ----- | ---------------- |
|    | Gabon (bandiera) | P     | Mapangou Maganga |
|    | Togo (bandiera)  | P     | Nsouhoho Mensah  |
|    | Gabon (bandiera) | D     | Billy Aaron      |
|    | Gabon (bandiera) | D     | Papa Aliou Diouf |
|    | Gabon (bandiera) | D     | Henri Sassou     |
|    | Gabon (bandiera) | D     | Christian Ondo   |
|    | Gabon (bandiera) | D     | Pape Sandou      |
|    | Gabon (bandiera) | D     | Bibang Bi        |
|    | Gabon (bandiera) | C     | Louis Ameka      |

| N. |                  | Ruolo | Calciatore       |
| -- | ---------------- | ----- | ---------------- |
|    | Gabon (bandiera) | C     | Arnaud Lembi     |
|    | Gabon (bandiera) | C     | Guelord Moundoni |
|    | Gabon (bandiera) | C     | Nkoume Dieudonné |
|    | Gabon (bandiera) | C     | Bamba Ralph      |
|    | Gabon (bandiera) | C     | Sombela Léandre  |
|    | Gabon (bandiera) | A     | Robert Mukanu    |
|    | Togo (bandiera)  | A     | Abdou Djamilou   |
|    | Gabon (bandiera) | A     | Evouna Malick    |
|    | Togo (bandiera)  | A     | Idrissou Kamal   |

## Palmarès

### Competizioni nazionali
- Campionato gabonese: 3

2011-2012, 2015-2016, 2016-2017
- Coupe du Gabon Interclubs: 3

2013, 2015, 2016

### Altri piazzamenti
- Campionato gabonese:

Secondo posto: 2012-2013